# Sojuz TMA-17
Sojuz TMA-17 (rusky Союз ТМА-17) byla ruská kosmická loď typu Sojuz. K Mezinárodní vesmírné stanici (ISS) dopravila tři členy posádky Expedice 22 – Olega Kotova, Sóiči Nogučiho a Timothyho Creamera. K ISS odstartovala 20. prosince 2009. Loď zůstala
připojená k vesmírné stanici až do 2. června 2010.
Sojuz TMA-17 byl 104. let kosmické lodi Sojuz, první let se uskutečnil již v roce 1967.

## Posádka
- Oleg Kotov (2), velitel, CPK
- Sóiči Noguči (2), palubní inženýr 1, JAXA
- Timothy Creamer (1), palubní inženýr 2, NASA

V závorkách je uveden dosavadní počet letů do vesmíru včetně této mise.

### Záložní posádka
- Anton Škaplerov, velitel, CPK
- Satoši Furukawa, palubní inženýr 1, JAXA
- Douglas Wheelock, palubní inženýr 2, NASA

## Průběh letu
Sojuz TMA-17 odstartoval z kosmodromu Bajkonur 20. prosince 2009 v 22:52 SEČ (21:52 UTC). Ke spojení s Mezinárodní vesmírnou stanicí (ISS) došlo po standardním dvoudenním letu 22. prosince ve 23:48 SEČ.

### Relokace
12. května 2010 v 9:23 a.m EDT byl Sojuz TMA-17 "přeparkován" z "nadir port" modulu Zvezda k "aft port" modulu Zvezda (9:53 a.m EDT).

### Přistání
Ve středu 2. června 2010 v 2:04 SELČ (0:04 UTC) se loď Sojuz TMA-17 s posádkou Kotov, Noguči, Creamer odpojila od ISS a v 5:25 SELČ (3:25 UTC) úspěšně přistála. Přistání proběhlo podle plánu 148 km jihovýchodně od Džezkazganu v Kazachstánu. Vyzvednutí kosmonautů zajišťovala početná skupina záchranářů vybavená 3 letadly, 12 vrtulníky a terénními vozidly, která se k přistávacímu modulu se dostala ihned po dosednutí.